# Campeonato Sul-Americano de Voleibol Feminino de 2003
O 25º Campeonato Sul-Americano de Voleibol Feminino foi realizado no ano de 2003 em Bogotá, Colômbia.

## Tabela Final
| Posição | Equipe    |
| ------- | --------- |
|         | Brasil    |
|         | Argentina |
|         | Peru      |
| 4       | Colômbia  |

## Premiação
| Campeonato Sul-Americano de Voleibol Feminino de 2003 |
| border.                                               |
| ----------------------------------------------------- |
| Brasil (13º título)                                   |